# Szymon Marciniak
Szymon Marciniak (Płock, 7 januari 1981) is een Pools voetbalscheidsrechter. Hij is in dienst van FIFA en UEFA sinds 2011. Ook leidt hij sinds 2008 wedstrijden in de Ekstraklasa.
Op 18 april 2009 leidde Marciniak zijn eerste wedstrijd in de Poolse eerste divisie. De wedstrijd tussen GKS Bełchatów en Odra Wodzisław eindigde in 3–0. Hij gaf in dit duel twee gele kaarten. Twee jaar later, op 21 juli 2011, floot de scheidsrechter zijn eerste wedstrijd in de UEFA Europa League. Aalesunds FK en Ferencváros troffen elkaar in de tweede ronde (3–1). In dit duel deelde de Poolse leidsman liefst zeven gele kaarten uit. Zijn eerste wedstrijd in de UEFA Champions League volgde op 24 juli 2012, toen in de tweede ronde FK Ventspils met 1–1 gelijkspeelde tegen Molde FK. Marciniak gaf in dit duel driemaal een gele kaart aan een speler.
Marciniak was tevens actief op het EK –21 in 2015, waar hij de finale floot. Later werd hij verkozen als scheidsrechter voor het EK 2016 en WK 2018. In 2018 floot hij de wedstrijd om de UEFA Super Cup tussen stadsgenoten Real Madrid en Atlético Madrid. In mei 2022 werd hij gekozen als een van de scheidsrechters die actief zouden zijn op het WK 2022 in Qatar. Op dat toernooi werd hij aangesteld als scheidsrechter in de finale tussen Frankrijk en Argentinië. In april 2024 werd hij opgenomen op de lijst van scheidsrechters voor het EK 2024 in Duitsland. Op het toernooi floot hij een groepswedstrijd en een achtste finale.

## Interlands
| Datum             | Plaats                        | Wedstrijd                          | Uitslag            | Competitie             | Kreeg geel | Kreeg voor de tweede keer geel en dus rood | Weggestuurd |
| ----------------- | ----------------------------- | ---------------------------------- | ------------------ | ---------------------- | ---------- | ------------------------------------------ | ----------- |
| 29 februari 2012  | Petach Tikwa, Israël          | Israël – Oekraïne                  | 2 – 3              | Vriendschappelijk      | 4          | 0                                          | 0           |
| 11 september 2012 | Braga, Portugal               | Portugal – Azerbeidzjan            | 3 – 0              | WK 2014 kwalificatie   | 2          | 0                                          | 0           |
| 14 augustus 2013  | Rifu, Japan                   | Japan – Uruguay                    | 2 – 4              | Vriendschappelijk      | 1          | 0                                          | 0           |
| 10 september 2013 | Cardiff, Wales                | Wales – Servië                     | 0 – 3              | WK 2014 kwalificatie   | 2          | 0                                          | 0           |
| 22 mei 2014       | Debrecen, Hongarije           | Hongarije – Denemarken             | 2 – 2              | Vriendschappelijk      | 2          | 0                                          | 0           |
| 8 september 2014  | Tallinn, Estland              | Estland – Slovenië                 | 1 – 0              | EK 2016 kwalificatie   | 2          | 0                                          | 1           |
| 11 oktober 2014   | Saint-Denis, Frankrijk        | Frankrijk – Portugal               | 2 – 1              | Vriendschappelijk      | 2          | 0                                          | 0           |
| 12 november 2014  | Amsterdam, Nederland          | Nederland – Mexico                 | 2 – 3              | Vriendschappelijk      | 4          | 0                                          | 0           |
| 14 november 2014  | Londen, Engeland              | Verenigde Staten – Colombia        | 1 – 2              | Vriendschappelijk      | 5          | 0                                          | 0           |
| 29 maart 2015     | Belfast, Noord-Ierland        | Noord-Ierland – Finland            | 2 – 1              | EK 2016 kwalificatie   | 4          | 0                                          | 0           |
| 3 september 2015  | Strovolos, Cyprus             | Cyprus – Wales                     | 0 – 1              | EK 2016 kwalificatie   | 0          | 0                                          | 0           |
| 11 oktober 2015   | Jerevan, Armenië              | Armenië – Albanië                  | 0 – 3              | EK 2016 kwalificatie   | 6          | 0                                          | 0           |
| 13 november 2015  | Brussel, België               | België – Italië                    | 3 – 1              | Vriendschappelijk      | 5          | 0                                          | 0           |
| 13 juni 2016      | Toulouse, Frankrijk           | Spanje – Tsjechië                  | 1 – 0              | EK 2016                | 1          | 0                                          | 0           |
| 22 juni 2016      | Saint-Denis, Frankrijk        | IJsland – Oostenrijk               | 2 – 1              | EK 2016                | 5          | 0                                          | 0           |
| 5 september 2016  | Zagreb, Kroatië               | Kroatië – Turkije                  | 1 – 1              | WK 2018 kwalificatie   | 2          | 0                                          | 0           |
| 25 maart 2017     | Lissabon, Portugal            | Portugal – Hongarije               | 3 – 0              | WK 2018 kwalificatie   | 3          | 0                                          | 0           |
| 28 maart 2017     | Adler, Rusland                | Rusland – België                   | 3 – 3              | Vriendschappelijk      | 0          | 0                                          | 0           |
| 3 september 2017  | Piraeus, Griekenland          | Griekenland – België               | 1 – 2              | WK 2018 kwalificatie   | 5          | 0                                          | 0           |
| 6 oktober 2017    | Eskişehir, Turkije            | Turkije – IJsland                  | 0 – 3              | WK 2018 kwalificatie   | 4          | 0                                          | 0           |
| 14 november 2017  | Dublin, Ierland               | Ierland – Denemarken               | 1 – 5              | WK 2018 kwalificatie   | 0          | 0                                          | 0           |
| 16 juni 2018      | Moskou, Rusland               | Argentinië – IJsland               | 1 – 1              | WK 2018                | 0          | 0                                          | 0           |
| 23 juni 2018      | Sotsji, Rusland               | Duitsland – Zweden                 | 2 – 1              | WK 2018                | 2          | 1                                          | 0           |
| 15 oktober 2018   | Sevilla, Spanje               | Spanje – Engeland                  | 2 – 3              | Nations League 2018/19 | 7          | 0                                          | 0           |
| 25 maart 2019     | Lissabon, Portugal            | Portugal – Servië                  | 1 – 1              | EK 2020 kwalificatie   | 4          | 0                                          | 0           |
| 11 juni 2019      | Reykjavik, IJsland            | IJsland – Turkije                  | 2 – 1              | EK 2020 kwalificatie   | 6          | 0                                          | 0           |
| 15 oktober 2019   | Lancy, Zwitserland            | Zwitserland – Ierland              | 2 – 0              | EK 2020 kwalificatie   | 5          | 1                                          | 0           |
| 16 november 2019  | Belfast, Noord-Ierland        | Noord-Ierland – Nederland          | 0 – 0              | EK 2020 kwalificatie   | 4          | 0                                          | 0           |
| 5 september 2020  | Solna, Zweden                 | Zweden – Frankrijk                 | 0 – 1              | Nations League 2020/21 | 2          | 0                                          | 0           |
| 8 oktober 2020    | Sofia, Bulgarije              | Bulgarije – Hongarije              | 1 – 3              | EK 2020 kwalificatie   | 2          | 0                                          | 0           |
| 15 november 2020  | Istanboel, Turkije            | Turkije – Rusland                  | 3 – 2              | Nations League 2020/21 | 7          | 0                                          | 1           |
| 31 maart 2021     | Thessaloniki, Griekenland     | Griekenland – Georgië              | 1 – 1              | WK 2022 kwalificatie   | 7          | 0                                          | 0           |
| 3 juni 2021       | Dnipro, Oekraïne              | Oekraïne – Noord-Ierland           | 1 – 0              | Vriendschappelijk      | 2          | 0                                          | 0           |
| 1 september 2021  | Oslo, Noorwegen               | Noorwegen – Nederland              | 1 – 1              | WK 2022 kwalificatie   | 5          | 0                                          | 0           |
| 9 oktober 2021    | Glasgow, Schotland            | Schotland – Israël                 | 3 – 2              | WK 2022 kwalificatie   | 7          | 0                                          | 0           |
| 11 november 2021  | Amarousio, Griekenland        | Griekenland – Spanje               | 0 – 1              | WK 2022 kwalificatie   | 6          | 0                                          | 0           |
| 24 maart 2022     | Cardiff, Wales                | Wales – Oostenrijk                 | 2 – 1              | WK 2022 kwalificatie   | 4          | 0                                          | 0           |
| 11 juni 2022      | Wolverhampton, Engeland       | Engeland – Italië                  | 0 – 0              | Nations League 2022/23 | 5          | 0                                          | 0           |
| 23 september 2022 | Zenica, Bosnië en Herzegovina | Bosnië en Herzegovina – Montenegro | 1 – 0              | Nations League 2022/23 | 9          | 0                                          | 0           |
| 26 november 2022  | Doha, Qatar                   | Frankrijk – Denemarken             | 2 – 1              | WK 2022                | 3          | 0                                          | 0           |
| 3 december 2022   | Ar Rayyan, Qatar              | Argentinië – Australië             | 2 – 1              | WK 2022                | 2          | 0                                          | 0           |
| 18 december 2022  | Lusail, Qatar                 | Argentinië – Frankrijk             | 3 – 3 (4 – 2 n.s.) | WK 2022                | 8          | 0                                          | 0           |
| 10 september 2023 | Helsinki, Finland             | Finland – Denemarken               | 0 – 1              | EK 2024 kwalificatie   | 5          | 0                                          | 0           |
| 17 oktober 2023   | Belgrado, Servië              | Servië – Montenegro                | 3 – 1              | EK 2024 kwalificatie   | 4          | 0                                          | 0           |
| 20 november 2023  | Ljubljana, Slovenië           | Slovenië – Kazachstan              | 2 – 1              | EK 2024 kwalificatie   | 5          | 0                                          | 0           |
| 26 maart 2024     | Tbilisi, Georgië              | Georgië – Griekenland              | 0 – 0 (4 – 2 n.s.) | EK 2024 kwalificatie   | 6          | 0                                          | 0           |
| 22 juni 2024      | Keulen, Duitsland             | België – Roemenië                  | 2 – 0              | EK 2024                | 3          | 0                                          | 0           |
| 29 juni 2024      | Berlijn, Duitsland            | Zwitserland – Italië               | 2 – 0              | EK 2024                | 3          | 0                                          | 0           |
| 23 maart 2025     | Dortmund, Duitsland           | Duitsland – Italië                 | 3 – 3              | Nations League 2024/25 | 6          | 0                                          | 0           |

Laatst bijgewerkt op 27 maart 2025.